# Дед Мороз и серый волк (мультфильм, 1978)
«Дед Мороз и серый волк» — советский рисованный мультипликационный фильм, созданный в 1978 году режиссёром-мультипликатором Витольдом Бордзиловским.
Ремейк одноимённого мультфильма 1937 года (в свою очередь варьирующего сюжет сказки «Волк и семеро козлят») и одновременно новогоднее продолжение мультфильма «Мешок яблок» (1974) с активным участием Деда Мороза.
Является первым сюжетом альманаха «Праздник новогодней ёлки».

## Сюжет
В начале мультфильма Волк и Ворона незаметно подкрадываются к избушке Деда Мороза, который в это время узнал от Снегурочки по телефону, что Снеговик привёз ёлку и украшения. Дед Мороз просит свою внучку, чтобы она не задерживала Снеговика с машины — у него времени в обрез, ему ещё к лесным зверятам съездить надо. В ответ на это Снегурочка говорит, что Снеговик уже едет к Деду Морозу.
Как только Дед Мороз завершает связь со Снегурочкой, Ворона отвлекает Деда Мороза, притворно заплакав и сказав, что воробушек якобы ножку сломал, крылышко помял, и теперь он лежит и замерзает. Но в лесу, куда Ворона привела Деда Мороза, воробушка не оказывается.
Волк, воспользовавшись тем, что Ворона отвлекла Деда Мороза, заходит в избушку и, выпив тёплый чай, чтобы не замёрзнуть, собирает все игрушки в мешок. Как только прибывает Снеговик на своём грузовике, Волк мгновенно переодевается в Деда Мороза и приказывает, чтобы он вёз его к зайцам, пригрозив расправой. После того, как Волк прогоняет лесных зверят и приказывает Снеговику «крутить баранку да помалкивать», тот мгновенно узнаёт «серого разбойника» и прогоняет его. Но Волк угрожающе надвигается на Снеговика, продолжая настаивать на своём. Снеговик хотел вступить с Волком в рукопашный бой, но Ворона крадёт у Снеговика нос в виде морковки, а Волк рушит его наполненным игрушками мешком, после чего парочка торжественно направляется к заячьей избушке.
Зайцы, наказав зайчатам не открывать никому дверь, предупредив, что иначе придёт Серый Волк и унесёт их, направляются за ёлкой. Волк, воспользовавшись уходом зайцев, стучится в дверь, сказав, что он — «Дедушка Мороз». Зайчата, поверив в хитрость, впускают Волка в избушку, но тот, расчувствовавшись, упаковывает зайчат в наполненный игрушками мешок и уносит их с собой. Лапочка-дочка, которая всё это время пряталась за печкой, просит Волка, чтобы он отдал зайчат, но тот отказывается. Ворона, также проникшая в заячью избушку в наряде Снегурочки, хватает Лапочку-дочку, но Волк отказывается уносить её с собой.
Вернувшиеся зайцы с ёлкой, увидев беспорядок, который устроила Ворона, удивляются, куда пропали их зайчата. Лапочка-дочка, которую Ворона загнала под шесток печки, сообщает родителям, что Волк унёс зайчат, и все заплакали. Дед Мороз, узнав, что Волк унёс зайчат, объявляет тревогу по всему большому лесу, и все начинают искать зайчат. Те бросают из мешка на дорогу разные игрушки, чтобы их нашли. Бельчата и медвежата, заметив Волка и Ворону, обкидывают их снежками, и Ворона бросается наутёк.
Во время поиска зайчат Дед Мороз и зайцы обнаруживают грузовик, возле которого лежит разрушенный Волком Снеговик. Они восстанавливают Снеговика, однако Лапочка-дочка, будучи проголодавшейся, съедает морковку — нос Снеговика, и Дед Мороз приклеивает к Снеговику в качестве нового носа еловую шишку.
Снеговику невдомёк, где Волка искать, но Лапочка-дочка обнаруживает следы — игрушки, которые зайчата бросали на дорогу. Все едут по следам Волка и к ночи находят его. Тот поначалу убегает от едущего на него грузовика, но потом сдаётся и возвращает Деду Морозу все его принадлежности, а зайцам — зайчат, после чего отступает.
В конце мультфильма зайцы воссоединяются со своими детёнышами, а в лесу начинается празднование Нового года. Затем Дед Мороз, Снегурочка, Снеговик и лесные зверята поздравляют зрителей с Новым годом.

## Создатели
- Автор сценария: Владимир Сутеев
- Режиссёр: Витольд Бордзиловский
- Художник-постановщик: Владимир Соболев
- Композитор: Михаил Меерович
- Текст песен: Генрих Сапгир
- Поёт: Эрика Барон
- Оператор: Борис Котов
- Звукооператор: Борис Фильчиков
- Ассистенты: Зинаида Плеханова, Елена Гололобова, Майя Попова
- Монтажёр: Елена Тертычная
- Художники-мультипликаторы:
  - Рената Миренкова
  - Виктор Лихачёв
  - Владимир Арбеков
  - Татьяна Померанцева
  - Олег Сафронов
  - Фёдор Елдинов
  - Александр Панов
  - Сергей Дёжкин
  - Иосиф Куроян
- Художники: Ирина Светлица, Инна Заруба
- Редактор: Раиса Фричинская
- Директор картины: Любовь Бутырина

## Роли озвучивали
- Анатолий Папанов — Волк
- Борис Владимиров — Ворона
- Георгий Вицин — Заяц (в титрах как «Г. Вицын»)
- Мария Виноградова — некоторые из зайчат
- Маргарита Корабельникова — зайчишка
- Анатолий Соловьёв — Дед Мороз
- Ольга Громова — Зайчиха / некоторые из зайчат / Снегурочка
- Юрий Волынцев — Снеговик (в титрах не указан)

## Издание
Во второй половине 1990-х годов на аудиокассетах изданием Twic Lyrec была выпущена аудиосказка по данному мультфильму с текстом Александра Пожарова.